# Aleksandra Głogowska
Aleksandra Głogowska – dziennikarka, reżyserka radiowa, Dyrektorka Literacka Polskiego Radia RDC, zastępczyni redaktora naczelnego RDC.

## Wykształcenie
Ukończyła studia na Wydziale Dziennikarstwa UW. Absolwentka pierwszego Kursu Reżyserii Radiowej organizowanego przez Teatr Polskiego Radia i Mistrzowską Szkołę Reżyserii Filmowej Andrzeja Wajdy, członek komisji selekcyjnej konkursu scenariuszowego SCRIPT PRO w kategorii Audio.

## Nagrody
- Laureatka XX edycji Konkursu „Interpretacje2020” na najlepsze słuchowisko Teatru Polskiego Radia za słuchowisko „Przed sklepem jubilera”[1].
- Zdobywczyni II nagrody na „Festiwalu Słuchowisk” w Poznaniu 2021 za słuchowisko „Opowieść Wigilijna” Charlesa Dickensa[2].
- Laureatka nagrody Rady Programowej Polskiego Radia RDC (2021) i Nagrody Specjalnej Ministra Kultury i Dziedzictwa Narodowego na Festiwalu Artystycznych Form Radiowych Grand Pik 2022.
- Laureatka Srebrnego BohaterOna za reżyserię słuchowiska „Pora gniewu”, które powstało na podstawie jedynego i niedokończonego dramatu Krzysztofa Kamila Baczyńskiego znalezionego przez nią po 80 latach w zbiorach rękopisów Biblioteki Narodowej[3].
- Laureatka Nagrody Publiczności podczas Festiwalu Teatru Polskiego Radia i Teatru Telewizji Polskiej „Dwa Teatry - Zamość 2023” za słuchowisko "Sidła" według powieści kryminalnej Grażyny Bacewicz oraz nagroda za pierwszoplanową rolę męską (Bartłomiej Topa) w "Sidłach" w adaptacji i reżyserii A. Głogowskiej[4][5]

## Odznaczenia
- Srebrny Krzyż Zasługi (2019)[6]
- Brązowy Medal „Zasłużony Kulturze Gloria Artis” (2022)[7].

## Dotychczasowe realizacje teatralne
1. „Ananke” - autorska etiuda inspirowana mitologią grecką Teatr Polskiego Radia 2019 (scenariusz i reżyseria)
2. „Winda” – mini-słuchowisko wg miniatury Ireneusza Iredyńskiego z cyklu „Głosy” Teatr Polskiego Radia 2020 (adaptacja i reżyseria)
3. „Przed sklepem Jubilera” dramat Karola Wojtyły (adaptacja i reżyseria) Wiesław Komasa, Stanisław Brudny, Anna Seniuk, Ewa Kania, Teatr Polskiego Radia Marzec 2020 Główna Nagroda Festiwalu Interpretacje2020 w Katowicach
4. „Dziadek i niedźwiadek” - słuchowisko dla dzieci o niedźwiadku Wojtku – „żołnierzu” Armii Andersa, wg opowiadania Łukasza Wierzbickiego (adaptacja i reżyseria) Teatr Polskiego Radia Sierpień 2020
5. „Wilk” – powieść Marka Hłasko Marian Opania, Przemysław Bluszcz, Krzysztof Szczepaniak, Andrzej Ferenc (adaptacja, reżyseria, opracowanie muzyczne) Teatr Polskiego Radia Wrzesień 2020
6. „Balladyna” Juliusza Słowackiego, Narodowe Czytanie 2020 – (współpraca reżyserska) Teatr Polskiego Radia 2020
7. „Wtedy dogoniła nas śmierć” – słuchowisko Wacława Holewińskiego (reżyseria, opracowanie muzyczne), Anna Seniuk, Wiesław Komasa Teatr Polskiego Radia Grudzień 2020
8. „Opowieść Wigilijna” – opowiadanie Charlesa Dickensa (adaptacja i reżyseria), Polskie Radio RDC Grudzień 2020 II nagroda na Festiwalu Słuchowisk 2021 w Poznaniu
9. „Moralność Pani Dulskiej” – powieść Gabrieli Zapolskiej (adaptacja i reżyseria), Franciszek Pieczka, Barbara Krafftówna, Rafał Zawierucha, Sławomira Łozińska, Paulina Holtz Polskie Radio RDC 2021
10. „Hrabina” opera Stanisława Moniuszki. Nagranie dla Narodowego Instytutu Fryderyka Chopina. Asystent reżysera. Luty 2021
11. „Czytadło” – powieść Tadeusza Konwickiego (adaptacja, reżyseria, opracowanie muzyczne) Jerzy Bończak, Olaf Lubaszenko, Włodzimierz Press, Marian Opania Teatr Polskiego Radia 2021
12. „Pora Gniewu” – dramat Krzysztofa Kamil Baczyńskiego (adaptacja, reżyseria), Piotr Fronczewski, Danuta Stenka, Krzysztof Szczepaniak, Konrad Szymański Polskie Radio RDC 2021 Nagroda Specjalna Ministra Kultury i Dziedzictwa Narodowego na Festiwalu Artystycznych Form Radiowych Grand Pik 2022, SREBRNY BOHATERON 2022, Brązowa Gloria Artis
13. „Fachowiec” – Wacław Berent (adaptacja Iwona Rusek, reżyseria Aleksandra Głogowska)Piotr Bajtlik, Jerzy Schejbal, Zuzanna Saporznikow, Michał Żurawski Teatr Polskiego Radia 2021
14. Marszałek Bimbus. Słuchowisko o Jerzym Maksymiuku – (adaptacja, reżyseria) Krzysztof Szczepaniak, Jerzy Maksymiuk Polskie Radio RDC 2021
15. Gwiezdne Skrzypce Wandy Wiłkomirskiej. Słuchowisko o Wandzie Wiłkomirskiej – (adaptacja, reżyseria) Dorota Landowska Polskie Radio RDC 2021
16. Wiolonczelowe serce. Słuchowisko o Dominiku Połońskim – Piotr Fronczewski (adaptacja, reżyseria) Polskie Radio RDC 2021
17. „Wycinanka z Szymborskiej” (scenariusz, reżyseria, opracowanie muzyczne) 03.02.2022 Teatr Polskiego Radia – (Irena Jun, Dorota Landowska, Katarzyna Dąbrowska, Zuzanna Saporznikow) (nominacja Festiwal Interpretacje Katowice 2022)
18. „Ulice Jerozolimy” Piotra Biesa (reżyseria, opracowanie muzyczne) 17.04.2022 – Teatr Polskiego Radia (Teresa Budzisz-Krzyżanowska, Dorota Landowska, Katarzyna Dąbrowska, Elżbieta Nagel, Jarosław Gajewski)
19. EL i płaszcz muzo mocy Bajka-niebajka o Elżbiecie Sikorze. Słuchowisko o Elżbiecie Sikorze (adaptacja, reżyseria) – (Elżbieta Nagel i Olaf Lubaszenko) Polskie Radio RDC 2022
20. „Partytura na leśne skrzypce. Wszystkie instrumenty Agnieszki Duczmal” – (adaptacja, reżyseria) Zawierucha Polskie Radio RDC 2022 Paulina Holtz i Rafał
21. „Braci Grimm 27/14” Krzysztofa Bizio (reżyseria) muzyka Marcin Nierubiec. 5.06 2022 Teatr Polskiego Radia (Łukasz Lewandowski, Oskar Hamerski, Michał Sitarski)
22. „Ballady i Romanse” Adama Mickiewicza – (adaptacja, reżyseria) słuchowisko w Roku Romantyzmu 2022 Polskie Radio RDC 2022 (Andrzej Seweryn, Piotr Fronczewski, Henryk Talar, Zuzanna Saporznikow, Dorota Landowska, Jarosław Gajewski, Mariusz Bonaszewski, Krzysztof Szczepaniak, Oskar Hamerski, Andrzej Ferenc, Sławomira Łozińska, Katarzyna Dąbrowska)
23. „Ignacy Rzecki. Ostatni Romantyk” – na motywach „Lalki” Bolesława Prusa Teatr Polskiego Radia 15 września 2022 (adaptacja, reżyseria) (Wiesław Komasa, Marcin Bosak, Andrzej Mastalerz, Kazimierz Kaczor, Zuzanna Saporznikow)
24. „Sidła” Grażyny Bacewicz – (5-odcinkowy serial kryminalny na podstawie powieści) 26-30.12.2022 Polskie Radio RDC (adaptacja, reżyseria, opracowanie muzyczne) (Bartłomiej Topa, Mirosław Baka, Marta Lipińska, Krzysztof Kumor, Marcin Perchuć, Dorota Landowska, Elżbieta Nagel, Marcin Przybylski, Krzysztof Szczepaniak, Magdalena Kuta i Joanna Pach Żbikowska)
25. „Tupot niebieskich słoni” – Krzysztofa Bizio (reżyseria, opracowanie muzyczne) 12.01.2023 Teatr Polskiego Radia (Marta Lipińska, Włodzimierz Press, Paweł Krucz, Elżbieta Nagel, Dorota Landowska)
26. „Goetel” Jarosława Jakubowskiego (reżyseria i opracowanie muzyczne). Teatr Polskiego Radia 16.04.2023 (Krzysztof Stelmaszyk, Dominika Kluźniak, Olga Sarzyńska, Dariusz Wnuk, Adam Cywka, Lech Łotocki, Zbigniew Konopka, Jan Litvinovitch, Kamil Pruban)
27. „Cudowne przygody pana Pinzla rudego” - słuchowisko wg nieznanego opowiadania Krzysztofa Kamila Baczyńskiego (adaptacja i reżyseria), Teatr Radia dla Ciebie, 1.08.2023. Obsada: Andrzej Woronowicz, Andrzej Seweryn, Piotr Adamczyk, Konrad Żygadło, Maria Maj, Magdalena Kuta, Krzysztof Szczepaniak oraz Biskup Michał Janocha. Muzyka: Marcin Nierubiec w wykonaniu Cuore Piano Trio[8]. Nagroda XXIII Festiwalu Teatru Polskiego Radia i Teatru Telewizji Polskiej „Dwa Teatry 2023" za drugoplanową rolę męską w kategorii słuchowisk - Piotr Adamczyk (Fryzjer Bonifacy)[9]
28. „Nie zginie Polska", Teatr Polskiego Radia, 11.11.2023. Reżyseria i opracowanie muzyczne: Aleksandra Głogowska. Narrator: Karol Radziwonowicz. Dialogi i wybór tekstów - Wiesław Dąbrowski. Reżyseria dźwięku: Maciej Kubera. Obsada: Marta Kurzak jako Modrzejewska, Przemysław Wyszyński jako Paderewski[10]
29. Zygmunt Krasiński „Dwie rozmowy". Teatr Radia dla Ciebie i Fundacja Sztuki Kreatywna Przestrzeń 18.11.2023. Adaptacja i reżyseria: Aleksandra Głogowska. Reżyseria dźwięku: Andrzej Brzoska. Muzyka: Agata Sapiecha, wykonanie: Agata i Elżbieta Sapiecha. Obsada: Krzysztof Szczepaniak, Szymon Kuśmider, Jerzy Zelnik, Marta Kurzak, Marcin Przybylski[11].
30. „Z radości skakałem jak szczupak" słuchowisko Aleksandry Głogowskiej na kanwie książki Adama Zagajewskiego „Najwyższy człowiek świata" - studium przyjaźni Józefa Czapskiego i Adama Zagajewskiego. Teatr Radia dla Ciebie 25/26.12.2023. Adaptacja i reżyseria: Aleksandra Głogowska. Reżyseria dźwięku: Andrzej Brzoska. Muzyka: Włodek Pawlik. Obsada: Stanisław Brudny jako Józef Czapski i Adam Woronowicz jako Adam Zagajewski[12].
31. „Miłość w opałach. Powieść z dziejów Kroacji”; Teodor Tomasz JEŻ (Zygmunt Miłkowski 1824-1915). Teatr Polskiego Radia. Premiera: Program 1, 23 marca 2024 (200 rocznica urodzin autora). Adaptacja i reżyseria: Aleksandra Głogowska. Reżyseria dźwięku: Andrzej Brzoska. Muzyka: Marcin Nierubiec. Obsada: Julia - Marta Kurzak; Księżna Rakoczy - Grażyna Barszczewska; Hrabina Piotrowa - Dorota Landowska; Hrabina Mikołajowa - Ewa Domańska; Mnich - Stanisław Brudny; Cesarz - Stefan Pawłowski; Mikołaj - Przemysław Stippa; Piotr - Adam Cywka[13].
32. „Fraszki” Jana Kochanowskiego (w 440 rocznicę pierwszego wydania). Teatr RDC, Fundacja Sztuki Kreatywna Przestrzeń. Premiera: 2 grudnia 2024, Radio dla Ciebie. Wybór i reżyseria: Aleksandra Głogowska. Reżyseria dźwięku: Andrzej Brzoska. Muzyka: Grzegorz Frankowski.  Interpretacje: Teresa Lipowska, Wiktoria Gorodecka, Dorota Landowska, Krzysztof Kumor i Krzysztof Szczepaniak. Projekt zrealizowany we współpracy RDC z Polskim Radiem Lublin i Teatrem Klasyki Polskiej[14].
33. „Diabły w deszczu” Teatr RDC, premiera 15 grudnia 2024, Radio dla Ciebie. Adaptacja i reżyseria: Aleksandra Głogowska. Reżyseria dźwięku: Andrzej Brzoska.  Muzyka: Piotr Moss. Obsada: Tragik - Jerzy Radziwiłowicz, Narrator - Mirosław Baka, Dziewczyna - Wiktoria Gorodeckaja, Anderson - Mirosław Zbrojewicz, O’connor - Przemysław Bluszcz, Smithson - Stefan Friedmann, Muller - Janusz Kukuła, Recepcjonista - Jerzy Kisielewski (gościnnie)[15].
34. „Mrówki" - Maria Jasnorzewska-Pawlikowska. Teatr Polskiego Radia, Premiera: 4 stycznia 2025, Program 1. Adaptacja i reżyseria: Aleksandra Głogowska. Reżyseria dźwięku: Andrzej Brzoska. Muzyka: Marcin Nierubiec. Obsada: Ewa Dałkowska, Ewa Ziętek, Marzena Trybała, Anna Cieślak, Elżbieta Nagel, Marcin Januszkiewicz[16].